# Stefan Ihrig
Stefan Ihrig ist ein Historiker, Professor für das Fach Geschichte an der Universität Haifa (seit 2016) und Leiter des Haifa Center for German and European Studies (seit März 2020). Sein Hauptforschungsgebiet ist die Geschichte Europas und des Mittleren Ostens. Schwerpunkt sind die Medien sowie politische und soziale Themen. Seine 2014 und 2016 erschienenen Bücher „Atatürk in the Nazi Imagination“ und „Justifying Genocide: Germany and the Armenians from Bismarck to Hitler“ haben internationale Aufmerksamkeit erhalten. Er ist auch einer der Herausgeber des Journal of Holocaust Research, das von der Universität Haifa publiziert wird.

## Werdegang
Ihrig ist der Sohn von Johann and Beate Ihrig. An der Queen Mary University in London machte er der Bachelor in Jura und Politik. Den Master machte er an der Freien Universität Berlin. Bevor er an die Universität Haifa ging, war Ihrig Polonsky Fellow am Van Leer Jerusalem Institute, dann Dozent an der Universität Regensburg und an der Freien Universität Berlin. Daran schloss sich ein Forschungsaufenthalt am Georg-Eckert-Institut in Braunschweig an.

## Forschung und Publikationen
Im Jahr 2008 erschien Ihrigs Buch „Wer sind die Moldawier? Rumänismus versus Moldowanismus in Historiographie und Geschichtsschulbüchern der Republik Moldova, 1991–2006“.
Eine wesentliche Aussage des 2014 bei Harvard University Press erschienenen Buches „Atatürk in the Nazi Imagination“ ist, dass Hitler in den Jahren 1918–1923 stark durch sein Vorbild Atatürk beeinflusst wurde. Nachdem Deutschland nach der Niederlage im Ersten Weltkrieg im Vertrag von Versailles als schmachvoll empfundene Bedingungen akzeptieren musste, wurde sein Verbündeter, das Osmanische Reich, im Vertrag von Sèvres effektiv aufgelöst und für die Türken blieben nur Reste, die noch mit anderen Volksgruppen zu teilen waren. Atatürk wollte dies nicht akzeptieren und führte im türkischen Unabhängigkeitskrieg trotz hoffnungsloser Ausgangslage die Türken zu Erfolgen, die zu einer Revision des Vertrags von Sèvres durch den Vertrag von Lausanne (1923) führten. Der türkische Unabhängigkeitskrieg war von der deutschen Presse jahrelang sehr intensiv verfolgt worden. Unmittelbar vor dem am 9. November 1923 niedergeschlagenen Putschversuch von Ludendorff und Hitler war dazu aufgerufen worden, dem Beispiel von Atatürk zu folgen. Hitler argumentierte dann in dem Prozess wegen Hochverrat, der beabsichtigte Putsch sei kein nationalistisch motivierter Hochverrat gewesen, da er den Interessen Deutschlands dienen sollte, und verglich sich mit Atatürk. Dass Atatürk in „Mein Kampf“ keine Rolle spielt, lässt sich nach Meinung von Ihrig dadurch erklären, dass Hitler nun die Macht mit legalen Mitteln erringen wollte und eine Identifizierung mit Atatürk scheute. Die Vorbildrolle von Atatürk hat Hitler später auch in einer Reichstagsrede vom 4. Mai 1941 bestätigt. In einem Leserbrief an die Zeitung Cumhuriyet (2. Dezember 1933) schrieb Hitler, er habe den epischen Kampf der türkischen Nation viele Jahre lang verfolgt und das Genie und die Energie von Mustafa Kemal habe ihn in den Jahren, als die NSDAP in der Opposition war, geleitet.
In seinem Buch über den Völkermord an den Armeniern (2016) schreibt Ihrig, dass die deutsche Öffentlichkeit früh Kenntnis davon hatte und dass die Nazis bewunderten, dass die neue Türkei nach dem Völkermord durch dessen Leugnung davonkam. Dadurch wurde der Völkermord an den Armeniern nicht zu einem international beachteten Signal.

## Persönliches
Die Ehefrau von Ihrig, Roni Malkai Ihrig, ist Anwältin und CEO des Israelischen Öffentlichen Forums für Jugenddörfer und Risikokinder.

## Ehrungen
Das Buch „Atatürk in the Nazi Imagination“ gewann eine offizielle Auszeichnung beim 2013 von der Wiener Library für das Studium von Holocaust und Völkermord veranstalteten Wettbewerb um den Ernst-Fraenkel-Prize. Das 2016 erschienene Buch „Justifying Genocide...“ gewann 2017 den Sonia Aronian Preis für Exzellenz in Armenien Studien der National Association for Armenian Studies and Research.

## Veröffentlichungen  (Auswahl)
- Ihrig, Stefan: Wer sind die Moldawier? Rumänismus versus Moldowanismus in Historiographie und Geschichtsschulbüchern der Republik Moldova, 1991-2006. Ibidem Press, 2008, ISBN 978-3-89821-466-7.
- Ihrig, Stefan: Nazi Perceptions of the New Turkey, 1919-1945. Dissertation. University of Cambridge, 2012.
- Ihrig, Stefan: Atatürk in the Nazi Imagination. Harvard University Press, 2014, ISBN 978-0-674-74485-1.
- Ihrig, Stefan: Justifying Genocide: Germany and the Armenians from Bismarck to Hitler. Harvard University Press, 2016, ISBN 978-0-674-50479-0.